# Iwan Andrejewitsch Jakimuschkin
Iwan Andrejewitsch Jakimuschkin (russisch Иван Андреевич Якимушкин; * 17. Juni 1996 in Tjumen) ist ein russischer Skilangläufer.

## Werdegang
Jakimuschkin startete im Dezember 2012 in Krasnogorsk erstmals im Eastern-Europe-Cup und belegte dabei den 119. Platz über 15 km Freistil. Bei den Nordischen Junioren-Skiweltmeisterschaften 2015 in Almaty gewann er die Silbermedaille im Skiathlon und die Goldmedaille mit der Staffel. Zudem wurde er dort Vierter über 10 km Freistil. Zu Beginn der Saison 2015/16 holte er im Sprint in Werschina Tjoi seinen ersten Sieg im Eastern-Europe-Cup. Es folgten zwei Top-Zehn-Platzierungen und errang damit den 14. Platz in der Gesamtwertung des Eastern-Europe-Cups. Bei den Nordischen Junioren-Skiweltmeisterschaften 2016 in Râșnov holte er die Silbermedaille mit der Staffel und die Goldmedaille über 15 km Freistil. Im März 2016 wurde er in Ischewsk russischer Juniorenmeister über 10 km Freistil und im Skiathlon. Zu Beginn der folgenden Saison triumphierte er erneut im Sprint in Werschina Tjoi und belegte dort zudem den zweiten Rang über 10 km Freistil. Es folgte in Krasnogorsk der neunte Platz im Sprint und der achte Rang über 15 km Freistil und abschließend der neunte Platz in der Gesamtwertung des Eastern-Europe-Cups. Bei den U23-Skiweltmeisterschaften 2017 in Soldier Hollow kam er auf den 26. Platz über 15 km Freistil. Im Februar 2017 wurde er in Syktywkar russischer U23-Meister im Skiathlon. Nach drei Siegen bei FIS-Rennen in Tjumen zu Beginn der Saison 2017/18, startete er bei der Tour de Ski 2017/18 erstmals im Weltcup. Dabei holte er in der Lenzerheide nach Platz 58 im Sprint mit dem 29. Platz über 15 km klassisch seine ersten Weltcuppunkte. Die Tour beendete er auf dem 21. Platz. Bei den U23-Skiweltmeisterschaften im Januar 2018 in Goms gewann er die Bronzemedaille über 15 km klassisch. Zudem errang er dort den 24. Platz im Sprint und den vierten Platz im Skiathlon. Im folgenden Monat wurde er in Syktywkar russischer U23-Meister über 15 km Freistil und im Skiathlon.
Nach Platz 11 beim Lillehammer Triple zu Beginn der Saison 2018/19, siegte Jakimuschkin beim Eastern-Europe-Cup in Krasnogorsk über 15 km Freistil und im Sprint. Bei den U23-Skiweltmeisterschaften 2019 in Lahti gewann er im 30-km-Massenstartrennen und über 15 km Freistil jeweils die Bronzemedaille. Im Februar 2019 wurde er in Rybinsk russischer U23-Meister im Sprint, über 15 km klassisch und im 30-km-Massenstartrennen. Bei der Winter-Universiade 2019 in Krasnojarsk holte er über 10 km klassisch, in der Verfolgung und mit der Staffel jeweils die Goldmedaille. Zu Beginn der Saison 2019/20 errang er den 18. Platz beim Ruka Triple und siegte mit der Staffel in Lillehammer. Die Tour de Ski 2019/20 beendete er auf dem 17. Platz. Dabei errang er in Toblach den zweiten Platz über 15 km Freistil. Es folgte der dritte Platz im 15-km-Massenstartrennen in Falun und der 18. Platz bei der Skitour. Die Saison beendete er auf dem 17. Platz im Gesamtweltcup und auf dem 13. Rang im Distanzweltcup. In der Saison 2020/21 belegte er den 13. Platz beim Ruka Triple und wurde mit zwei dritten Plätzen und einen zweiten Platz, Vierter bei der Tour de Ski 2021. Es folgte ein dritter Platz in der Staffel in Falun und zum Saisonende jeweils der zweite Rang im Gesamtweltcup und im Distanzweltcup. Beim Saisonhöhepunkt, den Nordischen Skiweltmeisterschaften in Oberstdorf, gewann er die Silbermedaille mit der Staffel und lief in den Einzelrennen auf den 11. Platz über 15 km Freistil und auf den achten Rang im Skiathlon.

## Erfolge

### Weltcupsiege im Team
| Nr. | Datum            | Ort         | Disziplin            |
| --- | ---------------- | ----------- | -------------------- |
| 1.  | 8. Dezember 2019 | Lillehammer | 4 × 7,5 km Staffel 1 |

### Siege bei Continental-Cup-Rennen
| Nr. | Datum             | Ort            | Disziplin       | Serie              |
| --- | ----------------- | -------------- | --------------- | ------------------ |
| 1.  | 23. November 2015 | Werschina Tjoi | Sprint Freistil | Eastern Europe Cup |
| 2.  | 21. November 2016 | Werschina Tjoi | Sprint Freistil | Eastern Europe Cup |
| 3.  | 23. Dezember 2018 | Krasnogorsk    | 15 km Freistil  | Eastern Europe Cup |
| 4.  | 25. Dezember 2018 | Krasnogorsk    | Sprint Freistil | Eastern Europe Cup |

## Platzierungen im Weltcup

### Weltcup-Statistik
Die Tabelle zeigt die erreichten Platzierungen im Einzelnen.
- 1.–3. Platz: Anzahl der Podiumsplatzierungen
- Top 10: Anzahl der Platzierungen unter den ersten zehn
- Punkteränge: Anzahl der Platzierungen innerhalb der Punkteränge
- Starts: Anzahl gelaufener Rennen in der jeweiligen Disziplin
- Hinweis: Bei den Distanzrennen erfolgt die Einordnung gemäß FIS.

| Platzierung               | Distanzrennen a | Distanzrennen a | Distanzrennen a | Distanzrennen a | Distanzrennen a | Skiathlon Verfolgung | Sprint | Etappen- rennen b | Gesamt | Team   | Team    |
| Platzierung               | ≤ 5 km          | ≤ 10 km         | ≤ 15 km         | ≤ 30 km         | > 30 km         | Skiathlon Verfolgung | Sprint | Etappen- rennen b | Gesamt | Sprint | Staffel |
| ------------------------- | --------------- | --------------- | --------------- | --------------- | --------------- | -------------------- | ------ | ----------------- | ------ | ------ | ------- |
| 1. Platz                  |                 |                 |                 |                 |                 |                      |        |                   |        |        | 1       |
| 2. Platz                  |                 |                 | 1               |                 |                 | 1                    |        |                   | 2      |        |         |
| 3. Platz                  |                 |                 | 3               |                 |                 |                      |        |                   | 3      |        | 1       |
| Top 10                    |                 | 1               | 11              |                 |                 | 4                    |        | 1                 | 17     |        | 4       |
| Punkteränge               |                 | 2               | 20              |                 | 3               | 9                    | 4      | 7                 | 45     |        | 4       |
| Starts                    |                 | 2               | 22              |                 | 3               | 13                   | 16     | 7                 | 63     |        | 4       |
| Stand: Saisonende 2020/21 |                 |                 |                 |                 |                 |                      |        |                   |        |        |         |

### Weltcup-Gesamtplatzierungen
| Saison  | Gesamt | Gesamt | Distanz | Distanz | Sprint | Sprint |
| Saison  | Punkte | Platz  | Punkte  | Platz   | Punkte | Platz  |
| ------- | ------ | ------ | ------- | ------- | ------ | ------ |
| 2017/18 | 71     | 66.    | 31      | 59.     | -      | -      |
| 2018/19 | 103    | 58.    | 55      | 47.     | -      | -      |
| 2019/20 | 431    | 17.    | 305     | 13.     | 5      | 80.    |
| 2020/21 | 800    | 2.     | 509     | 2.      | 51     | 31.    |